# Sclerotium glucanicum
Sclerotium glucanicum är en svampart som beskrevs av Halleck{?}. Sclerotium glucanicum ingår i släktet Sclerotium och riket svampar.   Inga underarter finns listade i Catalogue of Life.